# Salima Mukansanga
Salima Radhia Mukansanga, née le 25 juillet 1988 dans le district de Rusizi, est une arbitre de football rwandaise.
Première femme à arbitrer en Coupe d’Afrique des nations, elle est la première femme arbitre africaine désignée pour officier un Mondial en 2022.

## Carrière

### Début et formations
Salima Mukansanga, née en 1988 dans le District de Rusizi, est titulaire d'une formation supérieure en soins infirmiers et sages-femmes de l'Université de Gitwe. Avant de se lancer dans le football comme arbitre, Salima a pour ambition de devenir une basketteuse professionnelle. Son rêve n'ira pas plus loin car le pays pendant ces temps là manquait de la logistique adéquate pour l'accompagner. Elle opte finalement pour l’arbitrage dans le football[réf. nécessaire]. Elle obtient son premier certificat en arbitrage un an après la fin de ses études secondaires.

### Carrière professionnelle
Elle commence sa carrière internationale d'arbitre en 2012,, tout d'abord comme arbitre assistante puis comme arbitre centrale. Son premier match international comme arbitre centrale est celui qui oppose la Zambie et la Tanzanie lors des qualifications pour le Championnat d'Afrique féminin de football 2014. Puis elle exerce aux Jeux africains de 2015 à Brazzaville, en République du Congo. Elle y est notamment chargé du match d'ouverture du tournoi féminin entre le Nigeria et la Tanzanie, ainsi que de la demi-finale entre le Ghana et la Côte d'Ivoire. Elle intervient également dans le Championnat féminin du CECAFA 2016 qui se déroule en Ouganda. En 2016, elle est l'une  des 47 arbitres intervenant pour la Coupe d'Afrique des nations féminine de football. Elle a notamment la responsabilité de l'arbitrage de la finale, entre le Cameroun, pays hôte, et le Nigeria : c'est le Nigeria qui l'emporte 1-0.
En 2017, elle arbitre  un match de qualification pour la coupe du monde féminine des moins de 20 ans entre le Kenya et l'Éthiopie. En 2018, elle est arbitre centrale lors de la Coupe du monde féminine des moins de 17 ans, qui se déroule en Uruguay, unique arbitre africaine dans cette compétition. Elle arbitre également des matchs de l'Algarve Cup.
Elle exerce également dans le championnat Premier League au Rwanda, seule arbitre centrale féminine retenue dans ce contexte durant les années 2010. Elle est considérée comme l'arbitre la plus célèbre du pays. En 2019, elle est sélectionnée pour officier comme arbitre centrale lors de la Coupe du monde féminine 2019, qui se tient en France,,,. Elle y arbitre le 16 juin le match opposant l'équipe de Suède à celle de Thaïlande. Elle est ensuite sélectionnée pour arbitrer lors du tournoi féminin de football aux Jeux olympiques d'été de 2020.
En 2022, elle est retenue pour arbitrer les matchs masculins de la Coupe d'Afrique des nations de football 2021 qui se déroulent au Cameroun.
Ainsi, le 10 janvier, elle est la première femme à officier lors d’un match de la Coupe d’Afrique des Nations en tant que quatrième arbitre de la rencontre entre la Guinée et le Malawi au Stade omnisports de Bafoussam,,. Le 18 janvier 2022, elle dirige comme arbitre principale le match entre le Zimbabwe et la Guinée dans le cadre de la troisième journée de la CAN. Elle arbitre aussi la finale de la Coupe d'Afrique des nations féminine de football 2022 au Maroc.
Elle fait partie des trois femmes arbitres désignées pour la première fois de l'histoire par la Commission des arbitres de la Fifa pour le Mondial 2022 au Qatar, avec la française Stéphanie Frappart et la japonaise Yoshimi Yamashita, parmi les 36 arbitres sélectionnés,. Trois autres femmes sont sélectionnées parmi les juges de ligne possibles. Le 22 novembre 2022, elle devient la deuxième femme (après Stéphanie Frappart) à officier durant une phase finale de Coupe du monde masculine en tant que 4e arbitre de la rencontre entre la France et l'Australie. En 2022, elle est sélectionnée dans la liste annuelle des 100 femmes que la BBC considère comme les plus influentes cette année-là.
Elle annonce prendre sa retraite en octobre 2024 à l'âge de 36 ans.    